# عقدة الهوية الاجتماعية
عقدة الهوية الاجتماعية: من "نحن"؟. يثير إدراك انتماء الأفراد للعديد من المجموعات الاجتماعية ذات الهويات الاجتماعية المتعددة المتشابهة سؤالاً مهمًا؛ ألا وهو كيف يدمج الأفراد هذه الهويات الجماعية عند تعريف مجموعتهم الخاصة. والسؤال الأكثر تحديدًا، هل تؤدي زيادة عدد أعضاء المجموعة إلى تكوين مجموعات خاصة أكثر شمولاً أو أقل شمولاً، وذلك مقارنةً بهويات مجموعة واحدة؟
إن مفهوم عقدة الهوية الاجتماعية (روكاس وبروير، 2002) عبارة عن نظام نظري يشير إلى التمثيل الشخصي للفرد للعلاقات الداخلية بين الهويات الجماعية المتعددة. وتعكس عقدة الهوية الاجتماعية درجة التداخل المدرك وجودها بين المجموعات التي يكون فرد واحد عضوًا فيها في وقت واحد.
هذا بالإضافة إلى ذكر روكاس وبروير أن الانتساب إلى العديد من المجموعات المختلفة (العديد من الهويات الاجتماعية) ربما يؤدي إلى تفاقم عقدة الهوية الاجتماعية؛ وهو ما يمكن أن يعزز تطور هويات اجتماعية تفوقية وهوية عالمية، وذلك من شأنه زيادة احتمالات تطور الهوية الدولية في الثقافات الفردية (انظر تاجفيل وتيرنر (1986) لمراجعة نظرية الهوية الاجتماعية.
وقد استخدمت الشاعرية، مثل اجتماع الثقافات المختلفة معًا أو تهجين اللغات الشعب المرجانية أو الريزوم للإشارة إلى العديد من الهويات.
ترتبط عقدة الهوية الاجتماعية أيضًا بأهمية أعلى للانفتاح نحو التغيير وقيم المذهب الخلاصي، وأهمية أقل لمذهب المحافظين وقيم القوة، وتحمل أكبر للتنوع.
وقد تكون عقدة الهوية الاجتماعية عنصرًا مهمًا ينبغي وضعه في الاعتبار عند تطبيق النماذج الفلسفية لانخفاض الانحياز.